# يكة خاليسكية
يكة خاليسكية (الاسم العلمي: Yucca jaliscensis) هي نوع من النباتات تتبع جنس اليكة من الفصيلة الهليونية.